# 1867 год в науке
В 1867 году произошли различные научные и технологические события, некоторые из которых представлены ниже.

## События

### Изобретения
- Железобетон: Монье получил патент на кадки из армоцемента.

## Награды
- Ломоносовская премия
  - А. В. Горский и К. И. Невоструев — за рукопись нового тома «Описания славянских рукописей Московской синодальной библиотеки», составлявшего продолжение первых четырёх томов этого труда, выходивших в свет с 1855 по 1862 годы[1]:53—108.

## Родились
- 17 июля — Димитрие Герота, румынский учёный-медик.